# (8600) Arundinaceus
(8600) Arundinaceus (3060 T-2) – planetoida z pasa głównego asteroid okrążająca Słońce w ciągu 3,82 lat w średniej odległości 2,44 au. Odkryta 30 września 1973 roku.